# Château de Presles (Belgique)
Pour les articles homonymes, voir Château de Presles (homonymie).
Le château de Presles est un château situé dans le village belge de Presles faisant partie de la commune d'Aiseau-Presles.

## Histoire

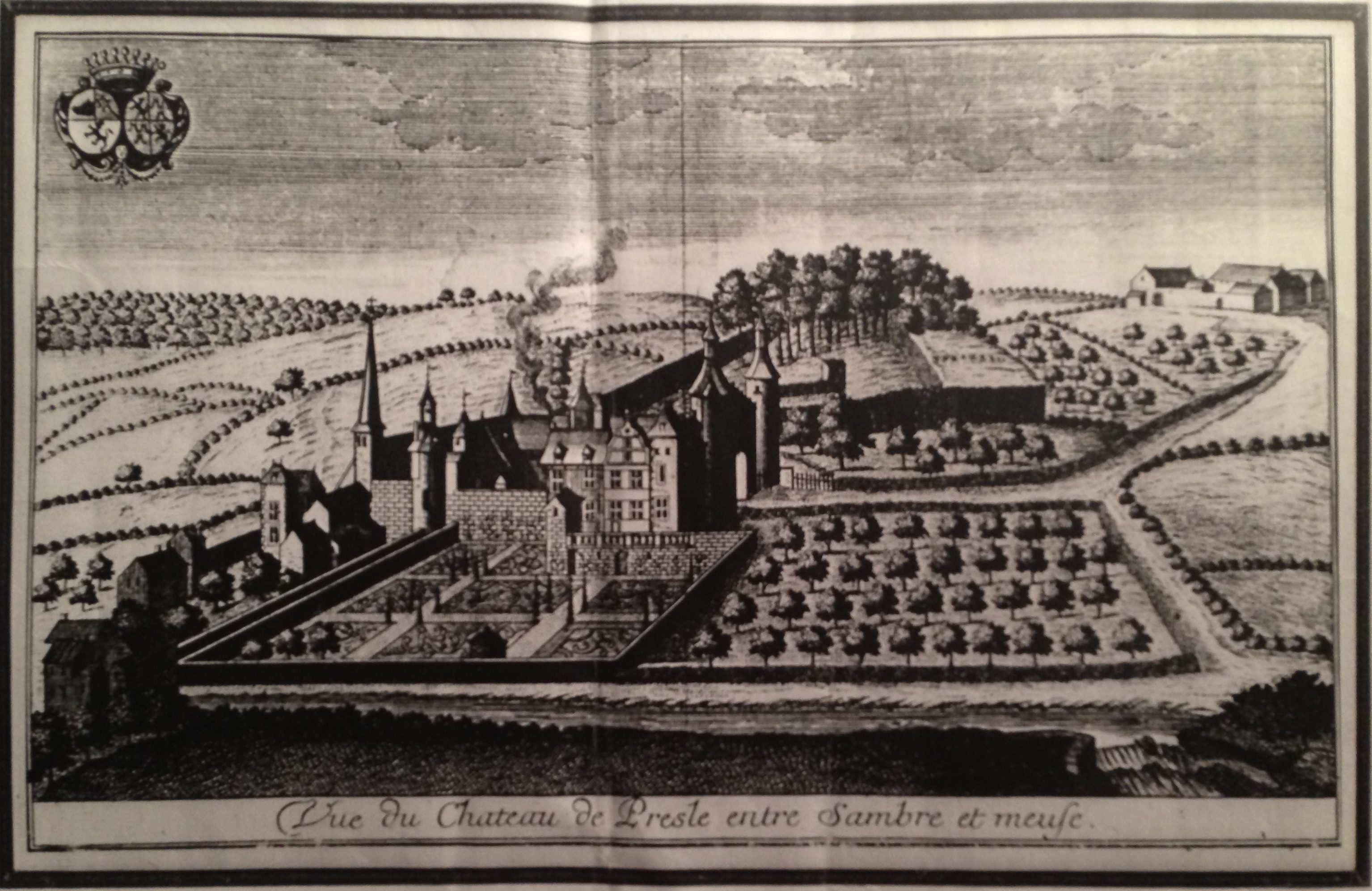
Château de Presles au XVIIIe siècle

Le château de Presles a appartenu successivement et par héritage aux familles de Rumigny, de Haneffe et d'Enghien-Havré[réf. à confirmer].
En 1625, Herman de Lierneux rachète le château qui aboutira finalement par héritage dans le giron de la famille d'Oultremont, propriétaires actuels.
La famille d'Oultremont fait reconstruire le château en 1851 par l'architecte Alphonse Balat qui fit appel en 1859-1860 au peintre François Stroobant pour l'orner de fresques.

### Reliefs
- 30 juillet 1361 : Thierry, seigneur de Seraing, chevalier, relève la terre de Presles par succession de son frère Messire Wautier de Seraing. L'acte de relief mentionne que la terre (de "Preeles") est pourvue de haute justice, cens, rentes, appartenances, etc[3].
- 31 mars 1382 : Messire Gérard d'Enghien, châtelain de Mons, seigneur de Havré et de Seraing relève la terre (de "Preelles") du chef de sa femme dame Jeanne de Seraing, fille de Thierry précité[4].
- 25 décembre 1392 :  Messire Gérard d'Enghien-Havré dit le "barbu", fils du précédent, seigneur de Havré et de Preelles (sic) fait le relief de la terre de Presles (de "Preiles")[5].
- 28 novembre 1430: Jean, bâtard de Havré, fils hors-mariage mais reconnu du précédent, relève la terre de Presles à la suite de la donation faite par son père. L'acte de relief mentionne que le domaine est composé de terres, prés, bois, « yauwes », forges[5].